# 李·迪克森
李·迪克森（英語：Lee Dickson；1985年3月29日—）是一位英格蘭橄欖球運動員。他是英格蘭國家橄欖球隊的一員，代表英格蘭參加了2014年橄欖球六國賽。